# Avisaurus
Avisaurus (il cui nome significa "lucertola uccello") è un genere estinto di uccello enantiornite vissuto nel Cretaceo superiore, circa 77-65 milioni di anni fa (Campaniano-Maastrichtiano), in Nord America. Il genere comprende due specie: la specie tipo A. archibaldi e A. darwini, entrambi conosciuti tramite tarsometatarsi, un osso del piede tipico degli uccelli e dei dinosauri.

## Scoperta e denominazione

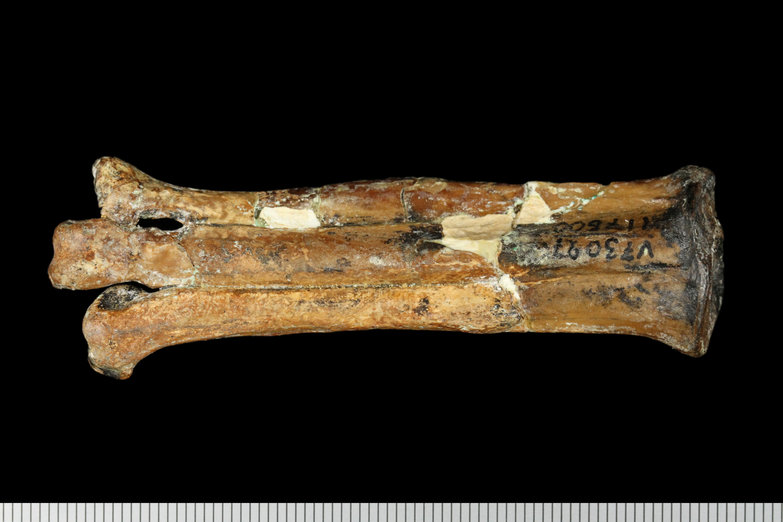
Tarsometatarso olotipo di A. archibaldi (UCMP 117600)

Avisaurus archibaldi venne scoperto nella Formazione Hell Creek, risalente al Cretaceo superiore del Nord America (Maastrichtiano, circa 70,6-66 milioni di anni fa), il che lo rende uno degli ultimi enantiornitidi, prima dell'evento di estinzione di massa del Cretaceo-Paleogene. L'olotipo (UCMP 117600) di A. archibaldi venne raccolto nel 1975 nella località UCMP V73097, nella Contea di Garfield, Montana, USA, ed è rappresentato da un singolo fossile di un tarsometatarso nella collezione del Museo di Paleontologia dell'Università della California. Il nome della specie, archibaldi rende omaggio a J. David Archibald, il suo scopritore, dell'Università della California, Berkeley. Inizialmente, l'esemplare UCMP 117600 venne descritto come il tarsometatarso sinistro di un teropode non-aviario da Brett-Surman e Paul, nel 1985. Tuttavia, venne successivamente ridescritto come il tarsometatarso destro di un uccello enantiornitino da Chiappe, nel 1992.
Nel 1995, Varricchio e Chiappe descrissero una seconda specie del genere Avisaurus, Avisaurus gloriae, scoperto nella Formazione Two Medicine superiore di Glacier County, Montana, USA, risalente al Campaniano superiore. Tuttavia, questa specie è stata in seguito ribattezzata da Atterholt et al. (2018), con un proprio genere, Gettyia gloriae. Nel 2024, un'altra specie di Avisaurus proveniente dalla Formazione Hell Creek fu nominata Avisaurus darwini, il cui nome specifico rende omaggio a Charles Darwin.

## Descrizione
Avisaurus rappresenta uno dei più grandi enantiornithini conosciuti, con A. darwini che poteva raggiungere un peso di circa 1,2 chilogrammi, mentre A. archibaldi poteva raggiungere un peso di 1,7 chilogrammi. L'esemplare tipo di A. archibaldi ha una lunghezza massima di 73,9 millimetri, rendendolo uno dei più grandi tarsometatarsi conosciuti da un enantiornithino.

## Classificazione
Avisaurus appartiene alla famiglia degli enantiorniti Avisauridae, che comprende anche animali simili provenienti dal Sud America, come Soroavisaurus, Neuquenornis e Intiornis.
Brett-Surman e Paul (1985) hanno esplicitamente considerato la possibilità che A. archibaldi fosse un enantiornitino. Gli autori hanno descritto e nominato formalmente UCMP 117600, ma hanno esaminato altro materiale enantiornitino, incluso il "metatarso" PVL 4690 dall'Argentina. Gli autori hanno assegnato quest'ultimo fossile ad Avisaurus sp.. Da ciò hanno concluso che i membri del genere Avisaurus vissero sia nel Nord che nel Sud America nel Cretaceo superiore. Inoltre, gli autori hanno concluso che il rapporto lunghezza/larghezza e il grado di fusione metacarpale di queste ossa erano più simili a quelli dei dinosauri non-aviari. Un genere di dinosauri terrestri in entrambi i continenti supporterebbe quindi la teoria di Brett-Surman secondo cui c'era stata una connessione terrestre tra i due continenti.
Ulteriori scoperte e ulteriori studi condotti da Chiappe hanno dimostrato che tutto il materiale fossile apparteneva a uccelli enantiornitini, e l'esemplare PVL 4690 venne assegnato un genere a sé stante, Soroavisaurus.

## Paleobiologia
I fossili di Avisaurus provengono da depositi di zone umide, paludi poco profonde, laghi e bacini fluviali della sponda occidentale del Mare interno occidentale, nella Formazione Hell Creek, e dagli altopiani molto di più aridi nella zona di Cordilleran Overthrust Belt, che oggi forma le Montagne rocciose.
Gli artigli ricurvi verso l'interno presenti nei tarsi di Avisaurus assomigliano molto a quelli degli eudromaeosauri, il che indica che questo animale era predatore. Probabilmente si nutriva di piccoli vertebrati, ghermendoli con i forti artigli degli arti posteriori, occupando una nicchia ecologica simile a quella dei moderni rapaci.

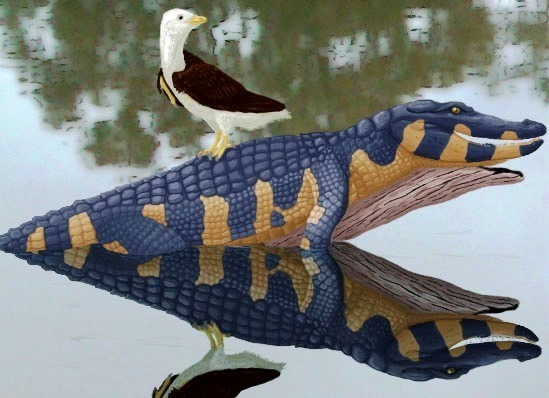
Ricostruzione di un A. archibaldi su un Brachychampsa
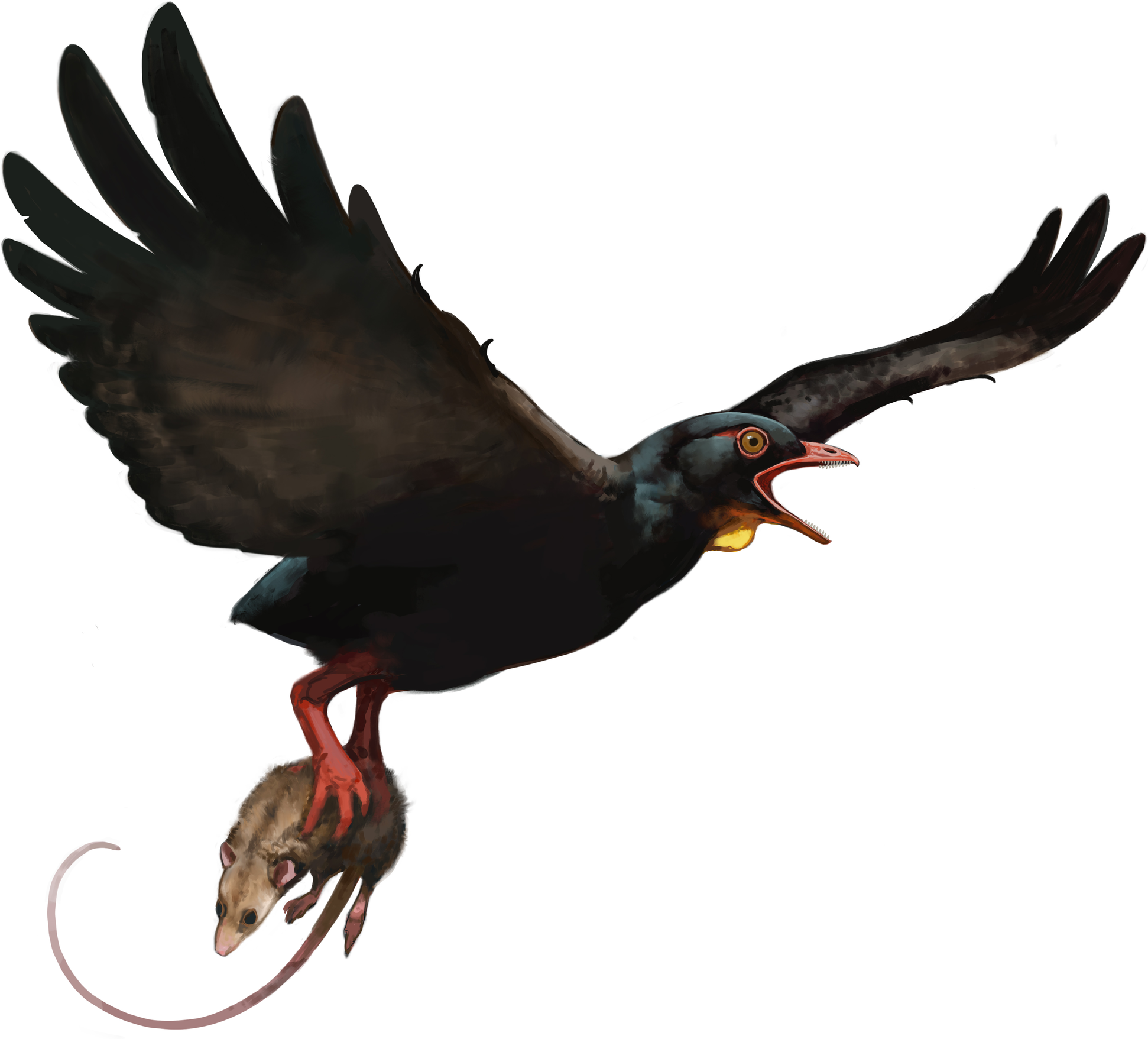
Ricostruzione artistica di A. darwini, con una preda negli artigli
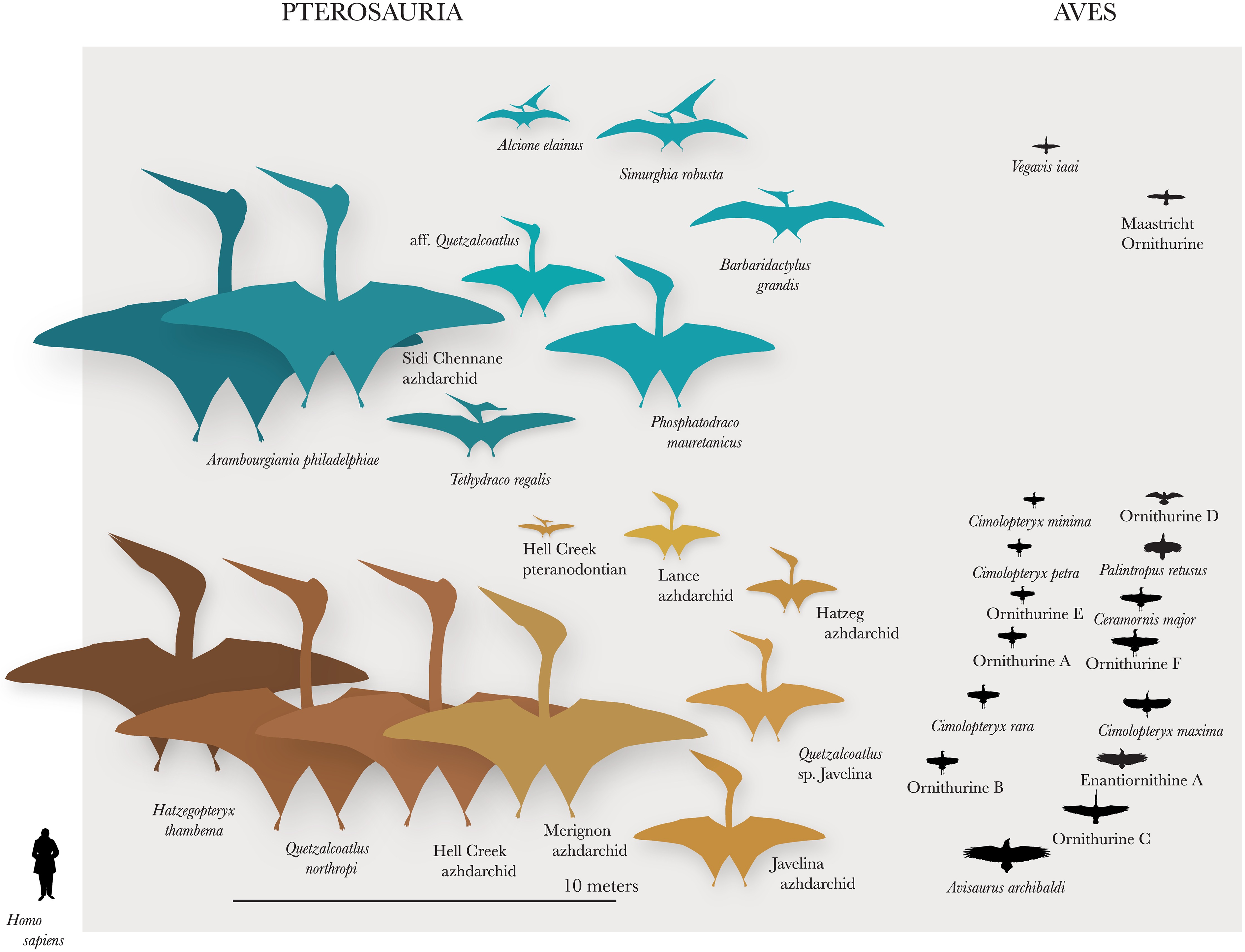
Dimensioni di A. archibaldi (in basso a destra) rispetto ad uccelli e pterosauri contemporanei